# Indian Scout
Indian Scout — мотоцикл, выпускавшийся Indian Motocycle Company с 1920 по 1949 год. Он соперничал с Chief за звание самой важной модели Indian. Модель 101 Scout, выпускавшаяся с 1928 по 1931 год, была признана лучшим мотоциклом Indian, когда-либо созданным этой компанией. Вторая линейка Scout с более тяжёлыми рамами была представлена в 1932 году вместе со Standard Scout, который заменил 101 Scout и имел ту же раму, что и Chief и Four. Scout с малым рабочим объёмом и Sport Scout, представленные в 1934 году, выпускались до окончания гражданского производства в 1942 году. Военные версии обеих моделей использовались армиями США и других союзников во время Второй мировой войны.
За исключением пятидесяти экземпляров модели 648, специальной гоночной версии Sport Scout, после Второй мировой войны производство Scout не продолжалось. В 1949 году был представлен совершенно новый мотоцикл с рядным двухцилиндровым двигателем с верхним расположением клапанов, получивший название Scout; в 1950 году модель была переименована в Warrior.
В период с 2001 по 2003 год компания Indian Motorcycle Company of America, базирующаяся в Гилрое (Калифорния), построила модель Scout, используя запатентованные детали двигателя и трансмиссии.